# 586 до н. е.

## Події
- Завоювання Юдейського царства Навуходоносором II та зруйнування Першого Єрусалимського Храму.

## Померли
- Дін-ван
- Єремія